# Шеронес, Том
Том Шеро́нес (англ. Tom Cherones; род. 1939, США) — американский режиссёр телевидения и телепродюсер, снявший несколько сериалов. Наиболее известен по режиссёрской работе над ситкомом «Сайнфелд», а также «Эллен». Обладатель премий «Эмми», «Золотой глобус» и Премии Гильдии режиссёров Америки.

## Биография
Родился в 1939 году. Вырос в Таскалусе (Алабама), где его отец управлял телерадиомастерской. Дед Тома, иммигрировавший из Греции, был владельцем кафе в Таскалусе.
В 1961—1965 годах служил в Военно-морских силах США в звании лейтенанта.
В 1976 году окончил Алабамский университет со степенью магистра. Будучи студентом, начал работать в сфере учебного телевидения, а позднее продюсировал и снимал передачи на телеканале WQED в Питтсбурге (Пенсильвания).
В 1975 году переехал в Голливуд (Лос-Анджелес, Калифорния), где его первой работой стала должность менеджера по производству при создании мыльной оперы «Главный госпиталь».
В 1980-х годах начал работать как телевизионный режиссёр ситкома «Моя сестра Сэм».
В 1990-х годах стал известен благодаря работе над ситкомами «Сайнфелд» (первые 86 эпизодов) и «NewsRadio» (56 эпизодов). Сериал «Сайнфелд» принёс Шеронесу премии «Эмми» и «Золотой глобус», а также премию Гильдии режиссёров Америки. Он снял эпизод «Соревнование», который был назван журналом TV Guide лучшим эпизодом всех времён. Другими телесериалами, над которыми он работал, являются «Welcome Back, Kotter», «Caroline in the City», «Annie McGuire» и «Эллен».
В 2002—2014 годах вёл курсы кинопроизводства в Алабамском университете.
В 2012 году опубликовал свой первый роман «The Hardly Boys», являющийся пародией на серию книг «Братья Харди».

## Личная жизнь
Женат на фотографе Кэрол Ричардс.